# 马尔米
马尔米（法語：Malmy，法語發音：[malmi]）是法国马恩省的一个市镇，位于该省东北部，属于香槟沙隆区。

## 地理
马尔米（49°10'33"N, 4°48'40"E）面积4.83 平方千米，位于法国大東部大區马恩省，该省份为法国东北部内陆省份，北起阿登省，西北接埃纳省，西南接塞纳-马恩省，南至奥布省，东南接上马恩省，东临默兹省。
与马尔米接壤的市镇（或旧市镇、城区）包括：贝尔济约、塞尔翁-梅尔济库尔、图尔布河畔维尔、维尔日尼。

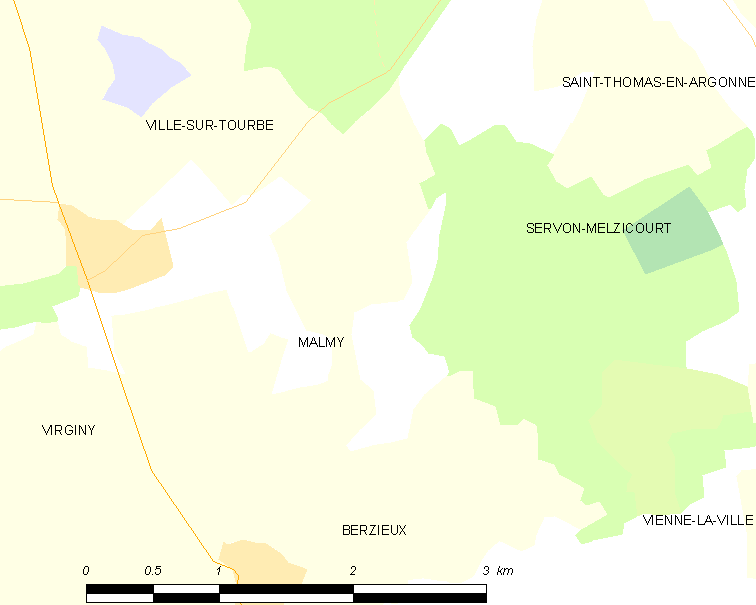
马尔米的OSM定位图

马尔米的时区为UTC+01:00、UTC+02:00（夏令时）。

## 行政
马尔米的邮政编码为51800，INSEE市镇编码为51341。

## 政治
马尔米所属的省级选区为阿戈讷-叙普-韦勒县。

## 人口

1962-2008年间马尔米人口变化图示

马尔米于2022年1月1日时的人口数量为37人。